# アルジェリア・ディナール
アルジェリア・ディナール（アラビア語: دينار جزائري、フランス語: Dinar algérien、英語: Algerian dinar）は、アルジェリアの通貨単位。ISO 4217コードはDZDである。補助通貨はサンチーム（سنتيم）で、1アルジェリア・ディナール=100サンチームである。

## 歴史
アルジェリアではフランスの支配後、1848年からフランが通貨として使用され（アルジェリア・フラン）、フランス・フランと等価とされてきたが、1960年にデノミネーションが行われ、1アルジェリア新フラン＝100旧フランとされた。1964年にアルジェリア新フランを廃止し、等価でアルジェリア・ディナールが導入された。

## 硬貨
1964年、1サンチーム、2サンチーム、5サンチーム、10サンチーム、20サンチーム、50サンチーム、100サンチームと1ディナールの硬貨が発行された。1,2,5サンチームはアルミニウム製、10,20,50サンチームはアルミニウムと銅の合金製、1ディナールは白銅製である。表面にはアルジェリアの国章と額面の数字が書かれている。硬貨は、後に記念品としても用いられるようになった。
1992年には、1⁄4,1⁄2, 1, 2, 5, 10, 20, 50,100ディナールの新しい硬貨が発行された。10, 20, 50,100ディナール硬貨はバイメタル製である。
一般に流通している硬貨は5ディナール以上である。1990年代初めにインフレーションが起こった結果、サンチームや小さなディナールの硬貨はほとんど使われなくなった。しかし、現在でも値段を言う時にはサンチーム単位で言う習慣である。例えば100ディナールの商品は1万サンチームであると言う。
硬貨は下記の動物がデザインされている。
- 1/4ディナール硬貨（白銅貨）：フェネック
- 1/2ディナール硬貨（白銅貨）：バルブ馬
- 1ディナール硬貨（白銅貨）：水牛
- 2ディナール硬貨（白銅貨）：ラクダ
- 5ディナール硬貨（白銅貨）：アフリカゾウ
- 10ディナール硬貨（バイメタル貨）：ハヤブサ
- 20ディナール硬貨（バイメタル貨）：ライオン
- 50ディナール硬貨（バイメタル貨）：ガゼル
- 100ディナール硬貨（バイメタル貨）：バルブ馬

## 紙幣
1964年に5,10,50,100ディナールの紙幣が発行された。1970年には500ディナール、1992年には1000ディナール紙幣が追加された。アルジェリア新フランの紙幣とは逆に、アルジェリア・ディナールの紙幣には表にアラビア語、裏にフランス語が書かれている。
100ディナール紙幣は硬貨に代わり、現在は200,500,1000ディナールの紙幣が流通している。1998年から、500,1000ディナールの紙幣には表面にはホログラフィーの帯が入れられた。
- 100ディナール紙幣（青）：＜植民地時代以前＞サーベルを持ったアラブ騎兵と戦場でのアルジェリア軍帆船、スペインの侵略に勝利した1775年のエル・ハラシの戦い
- 200ディナール紙幣（赤茶）：＜イスラム伝来＞クルアーン装飾文字とモスク、オリーブとイチジクの木、イスラム伝来時のカラーム学校
- 500ディナール紙幣（紫・ピンク）：＜ヌミディア時代＞ティパサで戦うローマ人とローマ墳墓、グエルマ県のハマーム（温泉）、ヌミディア時代で象に乗って戦うヌミディア王国と侵略するローマ帝国
- 1,000ディナール紙幣（青紫）：＜アルジェリア先史時代＞水牛とタッシリ・ナジェールの洞窟壁画、ホガール山地の遺跡